# 若林史江のラジオで株が好き
「若林史江のラジオで株が好き」（わかばやしふみえのラジオでかぶがすき）は若林史江がリスナーに株式投資に関する解説をするラジオ番組。

## 放送局
2006年10月開始、2008年3月終了。ニッポン放送で毎週日曜日午前6：45～6：55に放送。
| スタブアイコン | サブスタブ | この項目は、まだ閲覧者の調べものの参照としては役立たない、ラジオ番組に関連した書きかけの項目です。この項目を加筆・訂正などしてくださる協力者を求めています（P:ラジオ/PJ:放送番組）。 |